# 北畑隆生
北畑 隆生（きたばた たかお、1950年（昭和25年）1月10日 - ）は、日本の経産官僚。経済産業事務次官、神戸製鋼所取締役会議長、三田学園中学校・高等学校校長、開志専門職大学学長などを歴任。兵庫県出身。

## 来歴・人物
バブル景気に沸く直前の1986年（昭和61年）の経済産業政策局サービス室長時代に「シルバーコロンビア計画」を発案・提唱したことでも知られている。同局長在任中には、雨貝二郎を会長として送り込んで以来の経産省主導によるダイエー再建計画も、小泉内閣の竹中平蔵などによる金融庁・都市銀行主導に移り頓挫した。次官就任以降も、グーグル八分など情報産業政策的観点から、当時の豊田正和商務情報政策局長の下、次世代検索技術開発を目指した「情報大航海プロジェクト・コンソーシアム」を立ち上げ、日の丸検索エンジン開発を打ち出した。
次官在任中の2008年（平成20年）1月24日、経済産業調査会主催講演会にて、デイトレーダーについて「最も堕落した株主の典型。ばかで浮気で無責任だから、議決権を与える必要はない」などと講演会で発言し、問題となった。 
同年2月14日の記者会見において、週刊新潮最新号に掲載された「経産省次官は『ノーパンしゃぶしゃぶ』の客」というタイトルの記事が（北畑の）名誉を傷つけたとして、新潮社に対し訂正記事の掲載を求める抗議文を送ったことを明らかにしている。
同年6月には、原油価格高騰について「3週間前の会見では割り切れないと言ったが、今や怒りに近いものを感じる」と発言した。さらにモルガン・スタンレーとゴールドマン・サックスの行動について「投資して有利な情報を流している」と発言した。
「シルバーコロンビア計画」の発案者として退官後のスペイン移住を予定していたが、退官を控えた2008年7月の定例記者会見で「私が考えていたころに比べて円高のメリットを生かせないので、（スペインに）移住するというわけにはいかない」と述べ、1ヶ月の長期旅行に赴くにとどまった。

## 略歴
- 私立三田学園卒業、
- 東京大学法学部第2類（公法コース）卒業。
- 1972年（昭和47年）4月 通商産業省入省。繊維雑貨局繊維雑貨政策課属
- 1974年1月　大臣官房総務課法令審査委員補佐
- 1976年4月　産業政策局企業行動課税制第一係長
- 1978年6月　通商政策局経済協力調整室
- 1979年11月　資源エネルギー庁公益事業部ガス事業課長補佐
- 1982年4月　外務省在スペイン日本国大使館一等書記官
- 1985年（昭和60年）4月 大臣官房会計課長補佐兼法令審査委員
- 1986年（昭和61年）6月 産業政策局サービス産業室長
- 1990年（平成2年） 茨城県商工労働部長
- 1991年（平成3年）7月 資源エネルギー庁石油部流通課長
- 1996年（平成8年）6月 資源エネルギー庁総務課長
- 1996年（平成8年） 大臣官房総務課長
- 1998年（平成10年）10月 資源エネルギー庁石炭・新エネルギー部長
- 2000年（平成12年） 大臣官房総務審議官
- 2001年（平成13年） 通商産業省から経済産業省へ改組し、大臣官房総括審議官に
- 2002年（平成14年）  大臣官房長、経済産業研修所長
- 2004年（平成16年） 経済産業政策局長
- 2006年（平成18年）7月10日 経済産業事務次官
- 2008年（平成20年） 同退任
- 2009年（平成21年） 世界平和研究所 副理事長
- 2010年（平成22年）6月 丸紅社外監査役、神戸製鋼所 社外取締役
- 2013年（平成25年） 6月 丸紅取締役[4]、学校法人三田学園理事長[5]
- 2014年（平成26年）4月 学校法人三田学園校長[6]
- 2014年（平成26年）6月 セーレン取締役、日本ゼオン取締役[7]
- 2020年（令和2年）4月 学校法人新潟総合学院開志専門職大学理事・学長
- 2022年（令和4年）6月 ミロク情報サービス取締役[8]
  - 三田学園中学校・高等学校校長、公益社団法人日本ニュービジネス協議会連合会特別顧問、百年経営の会会長、株式会社神戸製鋼所取締役会議長等も歴任[9]。
- 2024年（令和6年）4月 瑞宝重光章受章[10]。

## 同期
通産省入省同期には、北村俊昭（経産審議官）、小平信因（内閣府政策統括官（経済財政 - 運営担当）、エネ庁長官）、藤岡誠（日本軽金属常務執行役員、駐アラブ首長国大使）、島田豊彦（日本自動車部品工業会副会長）、中村薫（産業技術環境局長）、鷺坂正（東邦不動産社長）、寺田範雄（JOGMEC理事）、天野正義（大阪商品取引所理事長）など。